# Битва при Янчэне
Битва при Янчэне — сражение между Юанем Шао и Юанем Шу, ранее совместно участвовавшими в походе против Дун Чжо, произошедшее в 191 году в конце периода империи Хань. Сунь Цзянь, номинально подчинявшийся Юаню Шу, возвращался после захвата Лояна — покинутой столицы империи. Он оказался в центре противостояния между бывшими союзниками. Силы Юаня Шао под командованием Чжоу Юя сперва нанесли поражение войску Суня Цзяня, однако затем тот провёл успешную контратаку.

## Ситуация накануне сражения
В 190 году местные военачальники и чиновники различных регионов Китая сформировали коалицию против чэнсяна Дуна Чжо, который обладал верховной властью и удерживал в заложниках императора Сянь-ди. Предводителем коалиции был избран Юань Шао. Чтобы участвовать в походе против Дуна Чжо, Сунь Цзянь повёл своё войско на север с намерением присоединиться к Юаню Шу. Юань Шу назначил его «генералом, который сокрушает негодяев» (破虜將軍) и губернатором провинции Юйчжоу (豫州刺史), и отдал приказ атаковать Дуна Чжо в Лояне. Сунь Цзянь одолел войско Дуна Чжо, который в результате сжёг Лоян и вместе с войском и населением города переместился в Чанъань, ставший новой столицей. Сунь Цзянь занял Лоян, но, не получив подкрепления от союзников, между которыми начались конфликты, покинул разрушенный и непригодный для обороны город и направился обратно на юг.
Юань Шу, видимо, недовольный избранием двоюродного брата Юаня Шао в качестве главы коалиции, назвал того «рабом» и «неистинным сыном семьи Юань», что предсказуемо вызвало ненависть. В 191 Юань Шао ответил назначением Чжоу Юя губернатором Юйчжоу, в пику получившему ту же должность Суню Цзяню, и приказал вторгнуться на территорию Юйчжоу во время отсутствия Суня Цзяня.
Чжоу Юй решил захватить Янчэн (в настоящее время — к юго-востоку от Дэнфэна, провинция Хэнань). Изначально Сунь Цзянь оставил здесь форпост для предупреждения возможной атаки Дун Чжо с запада после того как Сунь Цзянь покинул Лоян. Хотя город Янчэн располагался в Юйчжоу, принадлежащей Суню Цзяню, он также входил в сферу влияния Юань Шао, владевшего провинцией Цзичжоу (冀州) и, таким образом, это делало его удачной целью для нападения.

## Сражение
Не ожидавший атаки от номинального союзника, Янчэн был захвачен врасплох. Когда Сунь Цзянь услышал о нападении, он вздохнул и сказал: «Вместе мы собрали силы правды, чтобы спасти нацию. Мятежники и бандиты сеют разрушение, и другие люди поступают также. С кем мне сотрудничать?».
Гунсунь Цзань, владевший территорией к северу от Юйчжоу, поддержал Юаня Шу и направил своего двоюродного брата Гунсуня Юэ с 1000 всадников к нему на помощь. Гунсунь Юэ присоединился к Суню Цзяню в сражении за Янчэн, но в первых же стычках был убит стрелой. Несмотря на неудачу, Сунь Цзянь восстановил силы и, спустя какое-то время, одержал несколько побед над Чжоу Юем. После этого Юань Шу повёл наступление на юго-восток в Цзюцзян, где ему противостоял Чжоу Ан, брат Чжоу Юя. Эта угроза заставила Чжоу Юя отказаться от защиты Янчэна и поспешить к брату на помощь. Там Чжоу Юй снова потерпел поражение и отказался от попыток вернуть родной Куайцзи (современный Шаосин в провинции Чжэцзян).

## Последствия
Первые сражения между Юанем Шао и Юанем Шу закончились в пользу последнего: он победил Юаня Шао в Янчэне и Цзюцзяне, восстановил позиции в Инчуане, отдав его Суню Цзяню, окончательно устранил угрозу со стороны Чжоу Юя, хотя и не захватил Цзюцзян. Для Юаня Шао, с другой стороны, ситуация была крайне тяжелой: помимо неудачи на юге, ему также угрожал Гунсунь Цзян, который хотел отомстить за смерть Гунсуня Юэ и объявил войну, отвергая все жесты доброй воли. Это привело к столкновению между Юанем Шао и Гунсунем Цзяном в битве у моста Цзецяо.
Битва при Янчэне, став первым шагом в борьбе между двумя Юанями, обозначила новый этап в череде войн, которые привели к падению империи Хань. Битва стала знаком развала коалиции против Дун Чжо, а бывшие союзники начали междоусобицу, стремясь получить полную власть в Китае.